# Lepthyphantes coomansi
Lepthyphantes coomansi là một loài nhện trong họ Linyphiidae.
Loài này thuộc chi Lepthyphantes. Lepthyphantes coomansi được Robert Bosmans miêu tả năm 1979.